# Carlos Kameni
Idriss Carlos Kameni (n. 18 februarie 1984, Douala, Camerun) este un fotbalist camerunez care evoluează ca portar.

## Palmares

### Club
- Espanyol: 
  - Cupa Spaniei: 2005–06

### Echipă națională
- Jocurile Olimpice de Vară: 2000
- Cupa Africii pe Națiuni: 2002

### Individual
- Cel mai bun portar african: 2006–07